# Университет Йювяскюля
Университе́т Йю́вяскюля (фин. Jyväskylän yliopisto швед. Jyväskylä universitet) — третий по величине университет Финляндии после Хельсинкского и университета Турку. Расположен в городе Йювяскюля.
В 2013 году в рейтинге авторитетной британской компании QS Quacquarelli Symonds университет занимал 299 место среди лучших университетов мира.

## История
Основан в 1934 году, но своим предшественником может считать Учительскую гимназию — первое высшее финноязычное учебное заведение для подготовки учителей, открытое в городе в 1863 году.
В 1983—1984 годах у университете впервые в Финляндии введено преподавание музеологии как отдельной дисциплины; в 1989 году введена ставка преподавателя, а в 1998 году — профессорская степень.
В 2010 году на сайте университета по ошибке были опубликованы данные около 4 тысяч студентов, проходящих стажировку за границей, в связи с чем проведено расследование.
В 2013 году президент Финляндии Саули Нийнистё в связи с 65-летием был удостоен степени почётного доктора университета.

## Обучение
В университете имеется семь факультетов (в том числе единственный в стране факультет физической культуры), на которых обучается 15 тысяч студентов и 25 тысяч взрослых учащихся. Обширная сеть обмена студентами и преподавателями насчитывает более 350 зарубежных университетов.
В сотрудничестве с Союзом студентов университет предлагает иностранным студентам ряд услуг, включая размещение в студенческих квартирах, ориентационную программу, тьюторов, выступления университетского симфонического оркестра, нескольких хоров и музыкальных групп, студенческий театр и рок-клуб.
Среди выпускников университета – писательница и публицист Софи Оксанен и премьер-министр Танзании Кассим Маджалива.
Университет входит в число лучших 500 университетов мира по версии журнала Times Higher Education .